# Ґатне-Перші
Ґатне-Перші (пол. Gatne Pierwsze) — село в Польщі, у гміні Новинка Августівського повіту Підляського воєводства.
Населення — 67 осіб (2011).
У 1975-1998 роках село належало до Сувальського воєводства.

## Демографія
Демографічна структура станом на 31 березня 2011 року:
|          | Загалом | Допрацездатний вік | Працездатний вік | Постпрацездатний вік |
| -------- | ------- | ------------------ | ---------------- | -------------------- |
| Чоловіки | 38      | 8                  | 27               | 3                    |
| Жінки    | 29      | 8                  | 16               | 5                    |
| Разом    | 67      | 16                 | 43               | 8                    |